# Leposavić
Leposavić (serbisch-kyrillisch Лепосавић, albanisch Leposaviq bzw. Leposaviqi oder Albanik/-u) ist eine Kleinstadt und Sitz der gleichnamigen Gemeinde im Norden des Kosovo.

## Geographie
Die Stadt Leposavić liegt im Tal des Ibar nördlich von Mitrovica. Das Gemeindegebiet erstreckt sich bis auf die Gebirgszüge Rogozna im Westen und Kopaonik im Osten und ragt dabei weit in Zentralserbien hinein.

## Geschichte

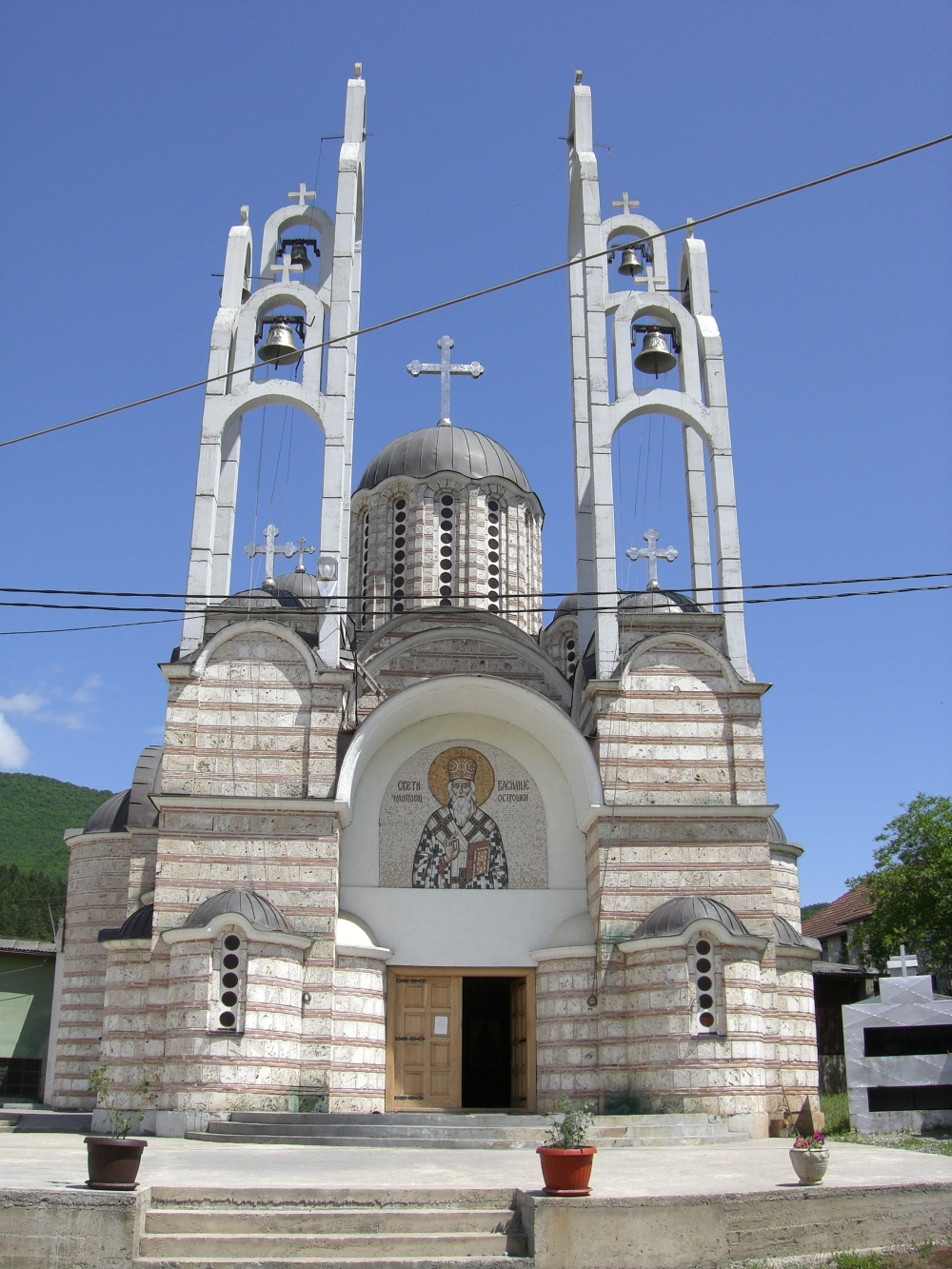
Serbisch-orthodoxe Kirche Hl. Vasilije Ostroški

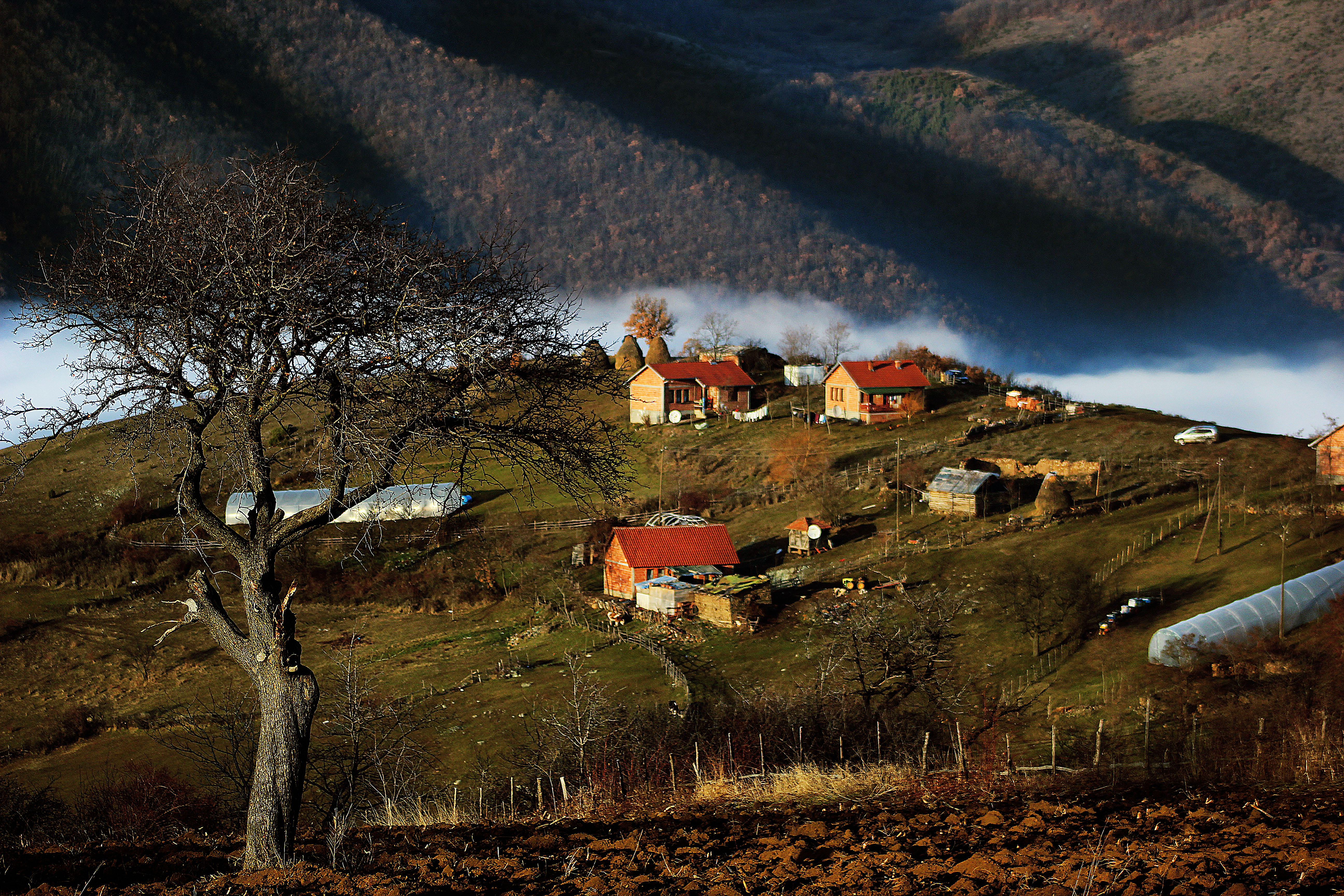
Dorf Ceranja bei Leposavić

Bis 1959 gehörte Leposavić zu Zentralserbien und damit nicht zur Provinz Kosovo. Die jetzige Gemeinde wurde 1960 aus den Gemeinden Lešak, Leposavić und Ibarska Slatina gebildet. Leposavić ist Teil des umstrittenen Status des Nordkosovo.

## Bevölkerung
Gemäß der Volkszählung im Jahr 2024 leben in Leposavić 3185 Einwohner.

## Gemeindegliederung
Zur Gemeinde gehören insgesamt 72 Ortschaften, darunter Bare, Belo Brdo, Beluće, Berberište, Bistrica, Borcane, Borova, Ceranja, Ćirkoviće, Crnatovo, Crveni, Dobrava, Donje Isevo, Donji Krnjin, Dren, Gornji Krnjin, Graničane, Grkaje, Guvnište, Ibarsko Postenje, Jelakce, Kajkovo, Kamenica (Leposavić), Kijevcice, Koporiće, Košutovo, Kutnje, Leposavić, Lesak, Lozno, Majdevo, Miokoviće, Mošnica, Ostraće, Plakaonica, Potkomlje, Popovce, Pridvorica, Rvatska, Šaljska Bistrica, Seoce, Slatina, Sočanica, Trebiće, Vračevo, Vuča und Zemanica.
Die Orte sind in sieben Ortsgemeinschaften zusammengefasst.

## Wirtschaft
Bis 1991 wurde Leposavić wie der gesamte Norden des Kosovo von den Bergbau- und Hüttenbetrieben des „Trepča“-Kombinats dominiert. Nach dem Niedergang und der Stilllegung weiter Teile des Konzerns sind die wichtigsten Unternehmen in der Stadt heute kleinere Betriebe der Metall- und der holzverarbeitenden Industrie. Die umliegenden Dörfer sind von der Landwirtschaft geprägt, die für die meisten Einwohner auch die einzige Erwerbsquelle darstellt.

## Infrastruktur

### Bildung
Seit 1999 ist in Leposavić eine Höhere Wirtschaftsschule mit etwa 500 Studenten angesiedelt, die vor dem Kosovokrieg ihren Sitz in Peja hatte.
Im Jahre 2000 wurden auch die Fakultät für Körperkultur aus Pristina (etwa 900 Studenten) und die Pädagogische Fakultät aus Prizren (etwa 700 Studenten) nach Leposavić verlegt, die dem serbischen Teil der Universität Prishtina in Mitrovica angeschlossen sind. Zudem befindet sich das nördlichste Lager der KFOR-Truppen am südlichen Stadtrand auf einem Hügel. Dieses Lager wird aufgrund seiner abgelegenen Lage als Camp „Nothing Hill“ bezeichnet.

### Verkehr
Im Tal des Ibar verlaufen eine Magjistralstraße und die Bahnstrecke Kraljevo–Fushë Kosova.